# Treno misto
La categoria treno misto, definisce un treno in servizio interno locale o tra una o più regioni contigue che svolge servizio merci e porta allo stesso tempo qualche carrozza viaggiatori in composizione effettuando tutte le fermate.

## Caratteristiche
L'istituzione dei treni misti risale agli albori dell'istituzione del servizio ferroviario ed era caratteristica delle linee ferroviarie secondarie a scarsissimo traffico viaggiatori.
I treni effettuavano le fermate della linea percorsa effettuando carico e scarico merci, nonché manovre di composizione e scomposizione; il servizio viaggiatori, della classe più bassa, (3ª classe), era considerato solo accessorio e comportava lunghe attese nelle stazioni. I convogli erano costituiti da numerosi carri merci e qualche vettura, di solito a terrazzini o a carrelli e bagagliai.
In Italia treni misti sopravvissero fino a fine XIX secolo sulla rete nazionale, fino agli anni trenta su alcune linee secondarie e fino al secondo dopoguerra su alcune linee a scartamento ridotto. Sull'Orario Ufficiale delle FS foglio 320, linea Burgio-San Carlo-Santa Ninfa-Castelvetrano, del 5 maggio 1941 risultano quattro treni misti; sul F.O. del 16 marzo 1941, n.412, della linea Canicattì-Margonia-Naro, quattro treni misti. Risultano cambiati in treni omnibus, ma con percorrenza ancora maggiore, nel corrispondente orario ufficiale del 1949.